# Martin Heeb
Martin Heeb (5 novembre 1969) è un ex calciatore liechtensteinese, di ruolo portiere.

## Carriera

### Nazionale
Ha collezionato 25 presenze con la propria Nazionale.

## Palmarès

### Giocatore

#### Competizioni nazionali
- Coppa del Liechtenstein: 1

Vaduz: 1995-1996